# Мінеральне
Мінера́льне — селище Ясинуватської міської громади Донецького району Донецькій області, Україна. Населення становить 405 осіб.

## Загальні відомості
Відстань до райцентру становить близько 5 км і проходить автошляхом місцевого значення.
Землі села межують на півночі з Ясинуватою, а на північному заході через E50 із територією Авдіївки Донецької області.
У селищі розташована гідрологічна пам'ятка природи місцевого значення Витоки Кальміусу. На сході — Верхньокальміуське водосховище.

## Герб
У щиті, хвилеподібно перетятому золотим і червоним, три вузьких лазурових хвилеподібних балки, що супроводжуються зверху червоним візерунком, а знизу двома золотими шаблями, покладеними в косий хрест вістрями вниз.

## Історія
Під час німецько-радянської війни на території населеного пункту в колишніх корівниках знаходився концтабір, де загинуло близько 7 тисяч військовополонених і які були згодом поховані у двох братських могилах.

## Населення

### Мова
Розподіл населення за рідною мовою за даними перепису 2001 року:
| Мова            | Кількість | Відсоток |
| --------------- | --------- | -------- |
| українська      | 222       | 54.81%   |
| російська       | 181       | 44.19%   |
| вірменська      | 1         | 0.50%    |
| інші/не вказали | 1         | 0.50%    |
| Усього          | 405       | 100%     |

За даними перепису 2001 року населення селища становило 405 осіб, із них 54,81 % зазначили рідною українську мову, 44,69 % — російську, а 0,5 % — вірменську.

## Пам'ятки
На території селища позаду локомотивного депо є дві братські могили радянських військовополонених, які загинули під час німецько-радянської війни. На могилах у 1957 і 1960 роках встановлено пам'ятники.

## Галерея

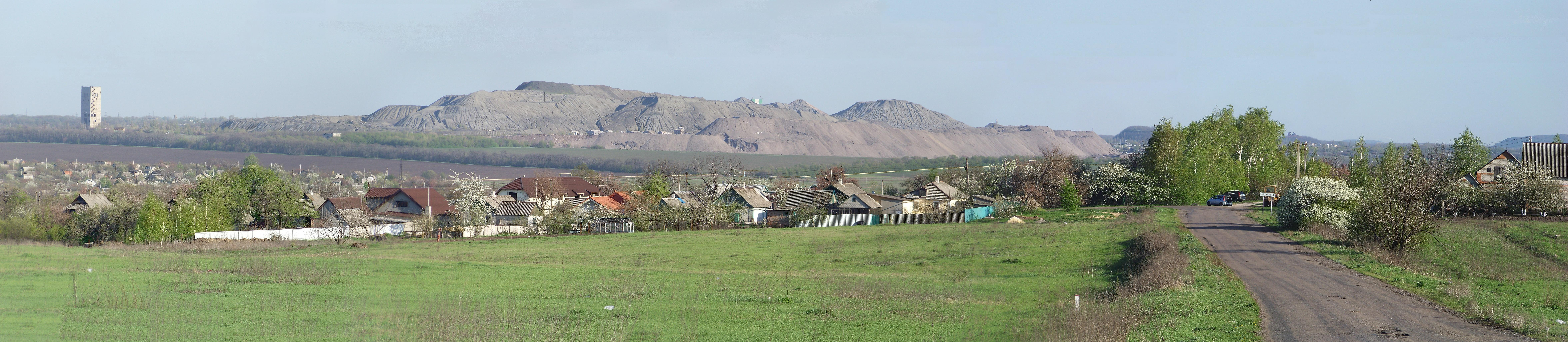
В'їзд у село з північного боку. На задньому плані — Григорівський відвал, розташований приблизно за 1,5 км від південного краю села